# مایکل ماسی
مایکل ماسی (انگلیسی: Michael Massee؛ زادهٔ ۱ سپتامبر ۱۹۵۲ - درگذشتهٔ ۲۰ اکتبر ۲۰۱۶) یک هنرپیشه اهل ایالات متحده آمریکا بود.

## زندگی‌نامه
او در شهر کانزاس سیتی، میسوری در 1952 متولد شد. خانواده به پاریس نقل مکان کردند، جایی که مایکل بیشتر جوانی خود را در آنجا گذراند و پس از دبیرستان به ایالات متحده بازگشت و در نیویورک مستقر شد، در نیویورک بود که از کالج هانتر فارغ التحصیل شد و بازیگری را در دانشکده تئاتر محله بازی کرد.

## گزیده فیلمشناسی
از فیلم‌ها یا برنامه‌های تلویزیونی که وی در آن نقش داشته‌است می‌توان به آثار زیر اشاره کرد.
- کلاغ (فیلم ۱۹۹۴) (۱۹۹۴)
- هفت (فیلم ۱۹۹۵) (۱۹۹۵)
- یک روز خوب (فیلم) (۱۹۹۶)
- بزرگراه گمشده (۱۹۹۷)
- آمیستاد (۱۹۹۷)
- زن گربه‌ای (فیلم) (۲۰۰۴)
- مرد عنکبوتی شگفت‌انگیز (فیلم ۲۰۱۲) (۲۰۱۲)
- مرد عنکبوتی شگفت‌انگیز ۲ (۲۰۱۴)
- صحرای بزرگ آفریقا (فیلم ۱۹۹۵) (۱۹۹۵)
- حصار چوبی (۱۹۹۶)
- پرونده‌های ایکس (۱۹۹۶)
- ماه موهاوی (۱۹۹۶)
- پسر (۱۹۹۶)
- ۲۴ (مجموعه تلویزیونی) (۲۰۰۱–۲۰۰۲)
- ذهن‌های مجرم (۲۰۰۶)
- سوپرنچرال (۲۰۰۷)
- آندرداگ (۲۰۰۷)
- فلش فوروارد (۲۰۰۹–۲۰۱۰)
- سی‌اس‌آی: نیویورک (۲۰۰۹)
- هدف انسانی (۲۰۱۱)
- دکتر هاوس (۲۰۱۱)
- فرینج (۲۰۱۲)
- فهرست سیاه (مجموعه تلویزیونی) (۲۰۱۵)
- بازی (فیلم ۱۹۹۷)
- بازی خدا (فیلم)